# Vincent Leaphart
Vincent Leaphart (* 26. Juli 1931 in Philadelphia; † 13. Mai 1985 ebenda; Pseudonym: John Africa) war der Gründer von Move (Organisation). Africa starb zusammen mit fünf weiteren Erwachsenen und fünf Kindern, als das Philadelphia Police Department eine Polizeiaktion gegen das Hauptquartier von MOVE wegen Beschwerden der Nachbarn durchführte, auf das schließlich eine Bombe abgeworfen wurde. Die Explosion verursachte einen gewaltigen Feuersturm. Dadurch wurden 53 Häuser zerstört und acht weitere beschädigt.

## Jugend
Africa wurde als Vincent Leaphart am 26. Juli 1931 im Viertel Mantua  in West Philadelphia geboren. Leapharts Mutter starb in einem Krankenhaus, als er jung war, wofür er die Behandlung im Krankenhaus verantwortlich machte. Leaphart diente als Soldat im Koreakrieg. Daher rührte sein früher Hass auf die US-amerikanische Klassengesellschaft, der er einen Hang zu rassistischer Ideologie unterstellte. Da er ethnischer Afroamerikaner war und glaubte, dass Afrika der Ursprung allen Lebens ist, nahm er den Namen „John Africa“ an.
Africa traf später Donald Glassey, einen Sozialarbeiter der University of Pennsylvania, und arbeitete mit ihm zusammen. Africa war Analphabet, so dass Glassey Africas Ideen niederschreiben musste. Glasseys fasste seine Notizen schließlich in einem Dokument zusammen, das The Guideline genannt wurde.

## MOVE
In einer aussichtslosen Lage zwangen Bundesagenten des ATF Donald Glassey im Sommer 1977 dazu, die Organisation mit Bombenbau und Waffenschmuggel in Verbindung zu bringen. Als die zehn Anklagepunkte am 1. September 1977 verkündet wurden, wurden nur zwei tatsächliche MOVE Mitglieder genannt: Vincent und Alphonso Africa. Bundesagenten brauchten drei Jahre, um sie zu finden. Währenddessen wurde Glassey in ein staatliches Zeugenschutzprogramm überwiesen.
Am 13. Mai 1981 nahmen Bundesagenten neun MOVE Mitglieder in Rochester im US-Bundesstaat New York fest. Vincent und Alfonso wurden für einer Anklage wegen Bombenbaus und Waffen nach Philadelphia ausgeliefert. Gegen sie wurde im Juli 1981 verhandelt. Beide übernahmen ihre Verteidigung selbst und wurden für nicht schuldig befunden.
Der Philadelphia Inquirer veröffentlichte eine Dokumentation zum 25. Jubiläum des sogenannten „MOVE Patt“.

## Einfluss auf andere
Mumia Abu-Jamal befolgte die Lehrsätze John Africas, und ist ein Unterstützer der MOVE Organisation. Während Abu-Jamals Mordanklage im Jahr 1982 machte Abu-Jamal wiederholte Eingaben, die durch Africa vorgelegt und vom vorsitzenden Richter abgelehnt wurden, weil Africa kein Anwalt war.